# Luca Pitteri
Luca Pitteri (Venezia, 25 gennaio 1962) è un direttore di coro italiano.
Si è diplomato in pianoforte al conservatorio di Venezia, ha studiato musica da camera, composizione, direzione d'orchestra e canto.
Ha un'intensa attività concertestica in formazioni cameristiche e come accompagnatore di strumentisti, cantanti e complessi vocali. Lunga è stata la sua collaborazione con l'Athestis Chorus di Este in qualità di Maestro collaboratore e Maestro al pianoforte.
È direttore del gruppo veneziano di musica afro-americana "Venice Gospel Ensemble" vocal project dal 1992, gruppo giunto alla quarta pubblicazione discografica.
Collabora con il maestro Beppe Vessicchio e con alcune trasmissioni delle reti Mediaset occupandosi della parte vocale.
Tra il 2009 e il 2010 è stato l'insegnante di canto della prima e seconda edizione  del programma "Io canto" in onda su Canale 5. Ha inoltre partecipato all'ultima puntata di "Ti lascio una canzone" su "Rai 1" e a Zelig. 
Dal 2001 al 2007 (dalla prima alla sesta edizione) ha ricoperto la carica di insegnante di canto all'interno della trasmissione "Amici di Maria De Filippi" su Canale 5.

## Vita privata
È sposato con Brigida Cacciatore, ex allieva nella quinta edizione di "Amici di Maria De Filippi", e ha un figlio, Gioele.